# Bahnhof Köln/Bonn Flughafen

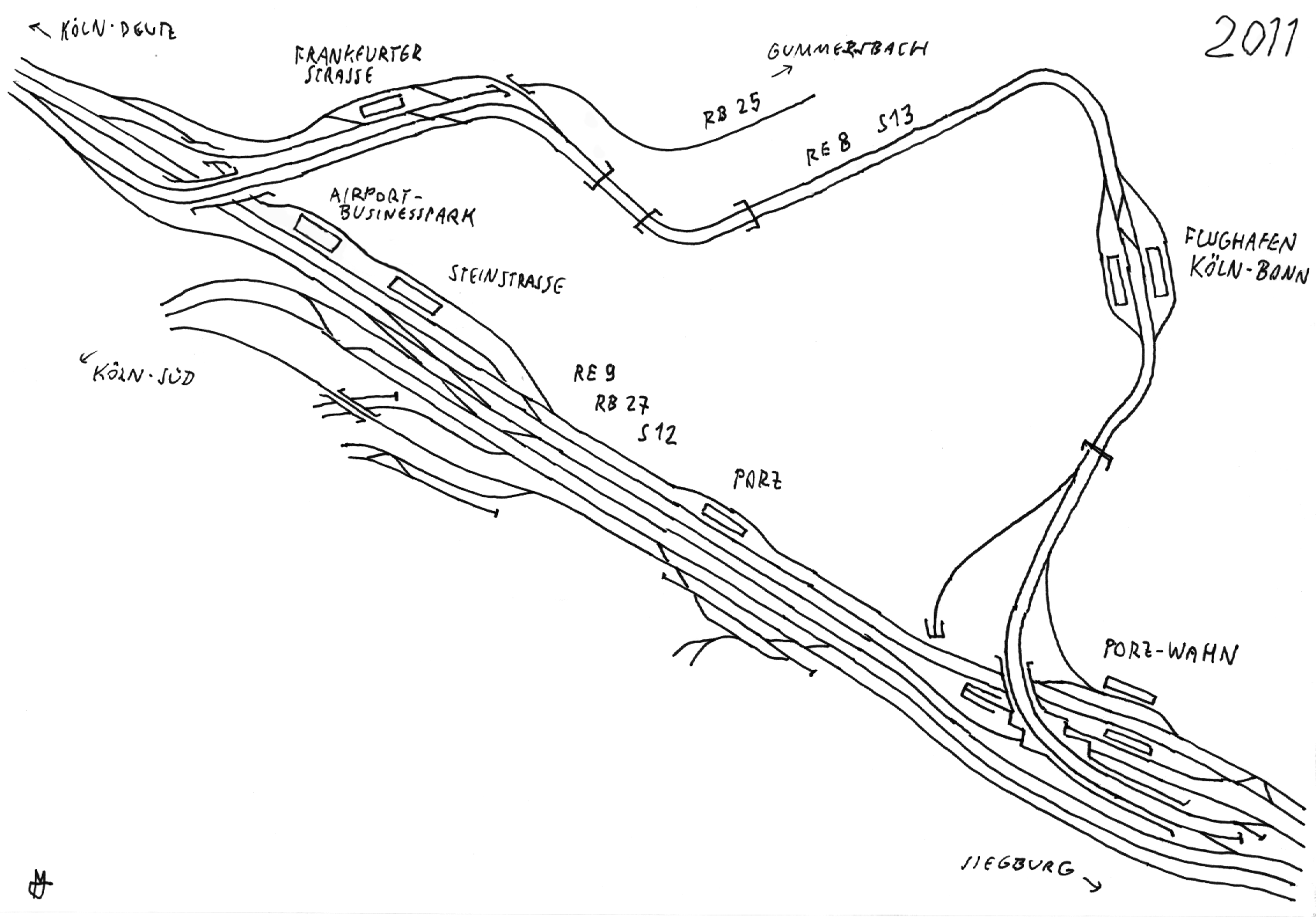
Gleisplan der Flughafenschleife mit ihrer Anbindung an die Schnellfahrstrecke

Der Bahnhof Köln/Bonn Flughafen ist ein deutscher Flughafenbahnhof zur Anbindung des Flughafens Köln/Bonn an das Schienennetz.
Die im Rahmen der Schnellfahrstrecke Köln–Rhein/Main errichtete Station wird von Intercity-Express-, S-Bahn- und Regionalzügen bedient. Der im Juni 2004 eröffnete Bahnhof ist Bestandteil der rund 15 Kilometer langen Flughafenschleife.
Der Flughafen Köln/Bonn ist nach Frankfurt und Düsseldorf der dritte deutsche Flughafen mit Anschluss an das ICE-Netz. Zwischenzeitlich hatte auch der Flughafen Leipzig/Halle Anschluss ans ICE-Netz erhalten, dieser besteht allerdings seit Ende 2017 nicht mehr.
Der rund 420 Meter lange und 40 Meter breite Tunnelbahnhof wird von DB Station&Service in die Preisklasse 3 eingestuft.
Die vier Gleise liegen 18 Meter unter der Erdoberfläche.
Im Jahr 2002 lagen die geplanten Baukosten des Bahnhofs bei 58,3 Millionen Euro. Sie wurden vom Bund, dem Land Nordrhein-Westfalen und der Flughafen Köln/Bonn GmbH aufgebracht. Insgesamt beteiligte sich der Bund, im Rahmen des Bonn-Berlin-Ausgleichs, mit rund 255 Millionen Euro an den Kosten der Flughafenschleife und des Bahnhofs.

## Aufbau
Unter einem gewölbten Glasdach befinden sich zwei Bahnsteige mit je zwei Gleisen zwischen Sichtbetonwänden. Eine große gläserne Treppe in der Mitte der Bahnsteige dient zum Bahnsteigwechsel und führt zu einem der Notausgänge. Vom Bahnsteig führen Rolltreppen und Aufzüge ins Tiefgeschoss von Terminal 2. Um bei unterschiedlichem Wagenmaterial einen niveaugleichen Einstieg zu gewährleisten, beträgt der Höhenunterschied zwischen Schienenoberkante und Bahnsteigkante an den äußeren Gleisen 76 Zentimeter und an den inneren, etwas tiefer verlegten 96 Zentimeter für die S-Bahn. Aus betrieblichen Gründen lässt es sich nicht vermeiden, das die hohen S-Bahn-Wagen teilweise auch an niedrigen äußeren Bahnsteigkanten halten.
Die beiden Mittelbahnsteige sind 405 Meter lang und 9,40 Meter breit.
Zwischen den beiden durchgehenden Hauptgleisen ist im nördlichen Ende des Bahnhofs, jedoch südlich der Einfädelung der beiden äußeren Bahnsteiggleise, ein doppelter Gleiswechsel vorhanden, der durch an diesem Bahnhof endende ICE-Züge genutzt wird.
Der über dem Bahnhof verlaufende Übergangsbereich zwischen den beiden Flughafen-Terminals ist auf einer Länge von 156 Meter mit einem 36 Meter breiten Stahl-Glas-Dach überspannt. Das 540 Tonnen schwere Dach umfasst eine Fläche von 6100 Quadratmetern.
Im Juni 2007 wurde am südlichen Ende des Bahnhofs ein zweigeschossiger Verbindungsbau aus Stahl und Glas mit einer Fassadenfläche von 1400 Quadratmetern zum Check-In Bereich B im Terminal 1 fertiggestellt. Dort gab es vorher nur einen provisorischen Ausgang neben der Zufahrtsstraße, weshalb der Weg ein kurzes Stück durchs Freie führt. Bei der Baumaßnahme wurden zwei Rolltreppen und ein Aufzug errichtet.
Auf den Bahnsteigen stehen abwechselnd Schilder Köln/Bonn Flughafen und Köln/Bonn Airport.

## Geschichte

### Hintergrund
Vor dem Bau der Strecke war der Flughafen durch diverse Schnellbuslinien, welche in die Stadtzentren von Köln und Bonn verkehrten, angebunden.
Die Anbindung des Flughafens wurde von der Bundesregierung am 20. Dezember 1989 im Rahmen der Grundsatzentscheidung für eine rechtsrheinische Führung der Neubaustrecke vorgeschlagen.
Sie geht darüber hinaus auf das Berlin/Bonn-Gesetz vom 26. April 1994 zurück, das für die Region Bonn Ausgleichsleistungen für den Umzug von Parlament und Teilen der Bundesregierung nach Berlin vorsah. Mit dem Bau soll die Intermodalität im Verkehrsnetz gestärkt werden, die Betreiber des Flughafens erhofften sich weitere Zuwächse, unter anderem bei den Fluggastzahlen. Ursprünglich sollte der Bahnhof, wie im Wettbewerbsentwurf, als geschlossener Tunnel gebaut werden, wurde aber stattdessen mit einem großen Glasdach ausgeführt. Trotzdem ist er ein Tunnelbahnhof und wird auch von der Deutschen Bahn als solcher bezeichnet. So ist das Rauchen mit dem Verweis auf die Eigenschaft als Tunnelbahnhof nicht gestattet.
Nachdem der Flughafen zunächst nur per Straße zu erreichen war, reisten um 1996 rund 90 Prozent der Fluggäste mit dem eigenen Auto an. Verkehrsprognosen erwarteten, dass jeder dritte Fluggast per Bahn zum Flughafen kommen würde. Auch etwa 10.000 Pendler, die am Flughafen zukünftig arbeiten sollten, sollten teilweise auf die Schiene umsteigen. Darüber hinaus sollten Kurzstreckenflüge auf die „schnelle Schiene“ verlagert werden. Neben S-Bahnen sollten zwei ICE-Züge pro Stunde am Flughafen halten.
Der Flughafenbahnhof war um 1996 Teil eines 600-Millionen-DM-Investitionspakets „Terminal 2“, das durch den Flughafen finanziert werden sollte.

### Planung

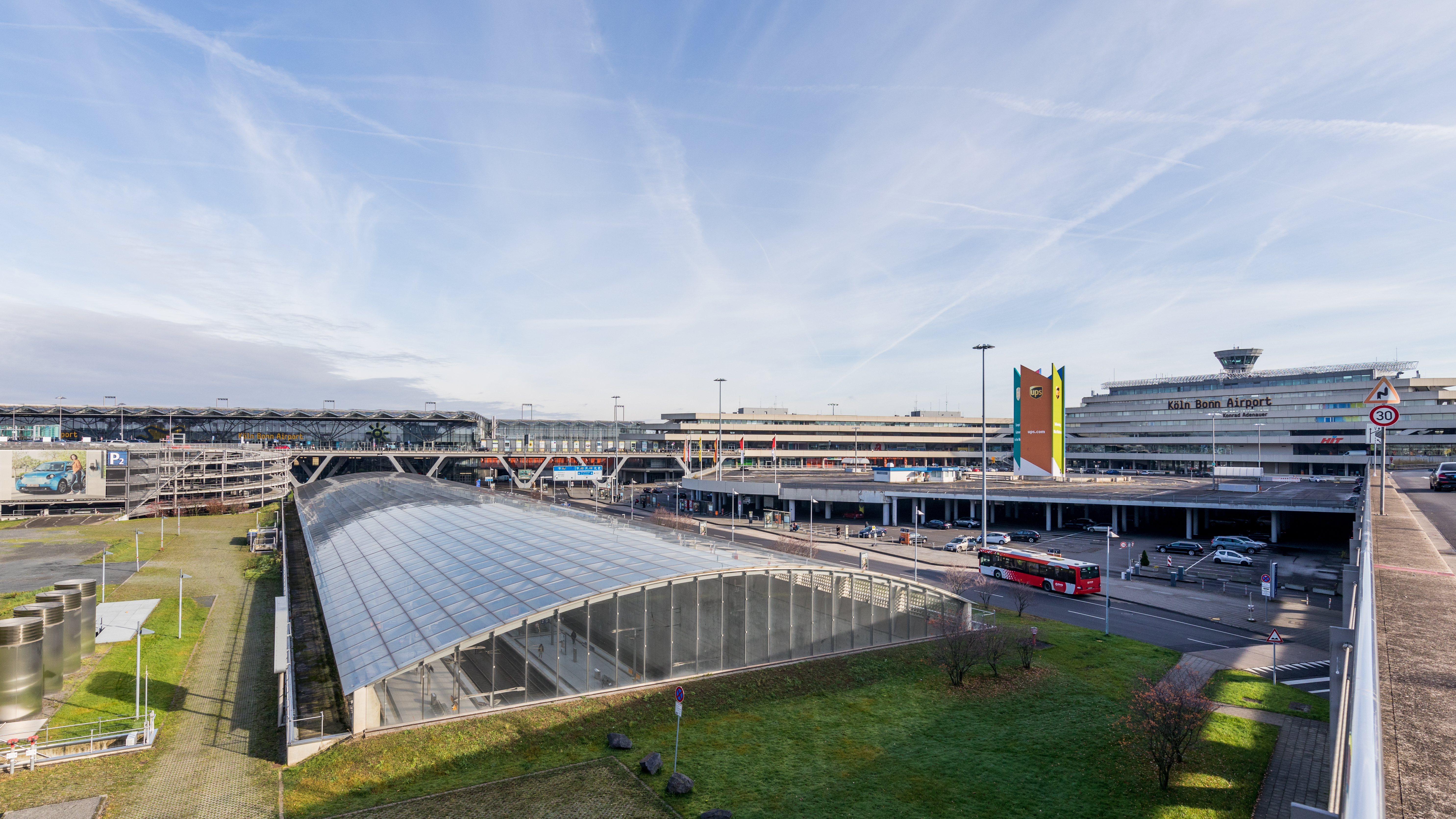
Bahnhofsanlage mit markantem Glasdach, links dahinter Terminal 2, rechts Terminal 1

Geplant wurde das Bauwerk vom Architekturbüro Murphy/Jahn, nach deren Entwürfen bereits das Terminal 2 entstanden war.
Mit Eröffnung der Neubaustrecke Köln–Rhein/Main sollten zwei ICE- und drei S-Bahn-Züge pro Stunde und Richtung über den Bahnhof verkehren. Nach den Erwartungen von 1995 sollten zukünftig rund 30 Prozent der Flugreisenden mit der Eisenbahn zum Flughafen reisen.
Die Eröffnung war 1996 im Jahr 2000 geplant.

### Bau
Der Bahnhof wurde in drei Bauabschnitten errichtet. Im Mittelabschnitt stießen die Bauarbeiter beim Ausschachten auf Braunkohle und Kies, der baukostensparend direkt als Baustoff verwertet werden konnte.
Nachdem die Bahnhofsköpfe im Zuge von Erweiterungen bzw. Neubaumaßnahmen des Flughafens erstellt wurden, begann im Herbst 2001 die Erstellung des ästhetisch anspruchsvolleren Mittelstücks. Am 29. Januar 2002 setzten Norbert Rüther, Ernst Schwanhold, Hartmut Mehdorn und Angelika Mertens den symbolischen ersten Spatenstich. Die Eröffnung fand am 12. Juni 2004 im Beisein von Bundeskanzler Gerhard Schröder statt.
Von Mai 2006 bis Juni 2007 wurde ein Verbindungsbau zwischen Bahnhof und Terminal 1 gebaut. Bauherrin der sechs Millionen Euro teuren Maßnahme war die DB Netz AG. Mit dem Anbau wurde wieder das Architekturbüro Murphy/Jahn beauftragt.
Für den Flughafen war der Bau des Bahnhofs der letzte Baustein des mehr als 500 Millionen Euro umfassenden Konzepts Terminal 2000. Das Einzugsgebiet des Flughafens habe sich mit dem neuen Bahnhof auf mehr als 20 Millionen Menschen vergrößert.

### Betrieb

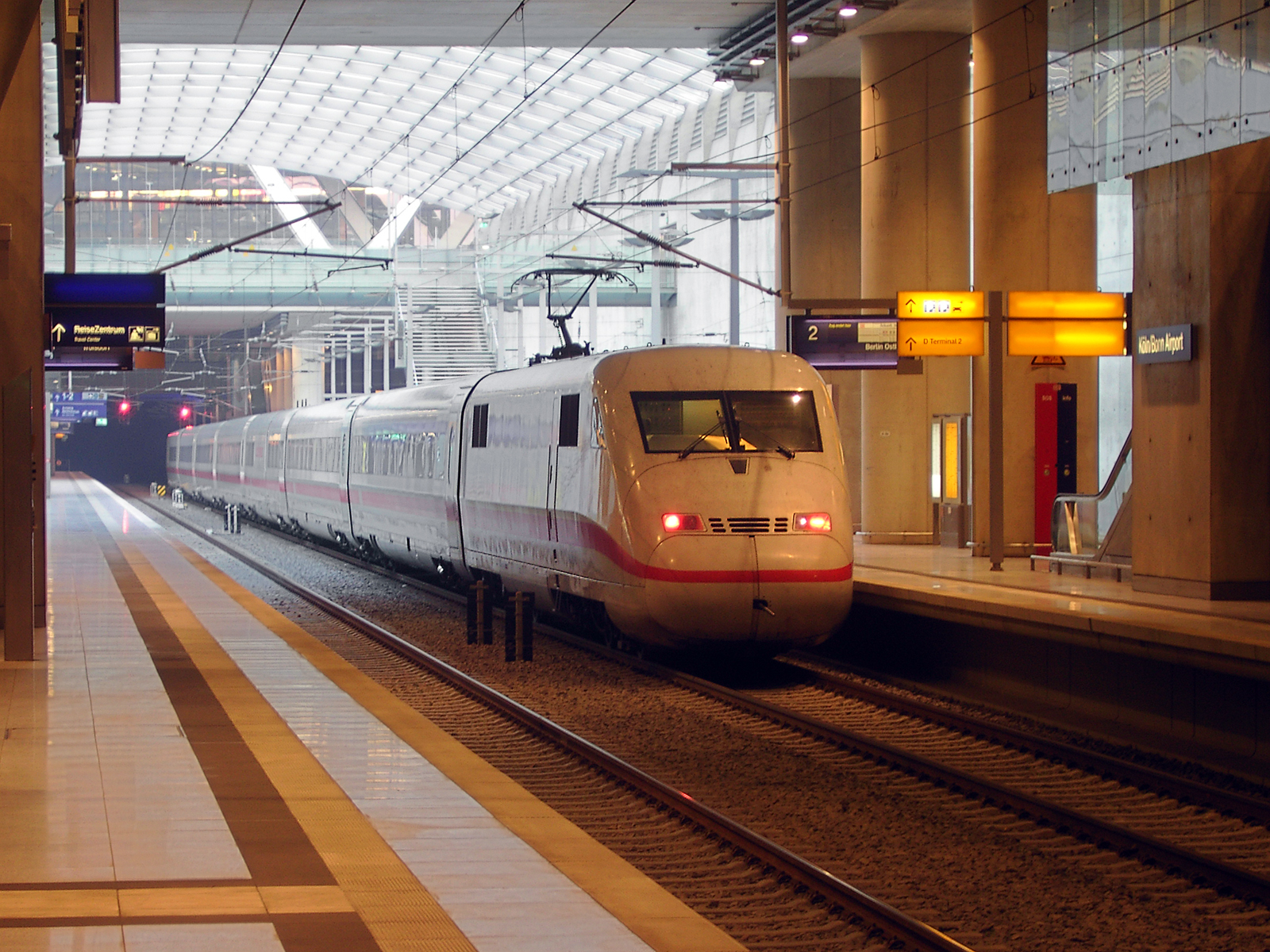
ICE 2 im Flughafenbahnhof

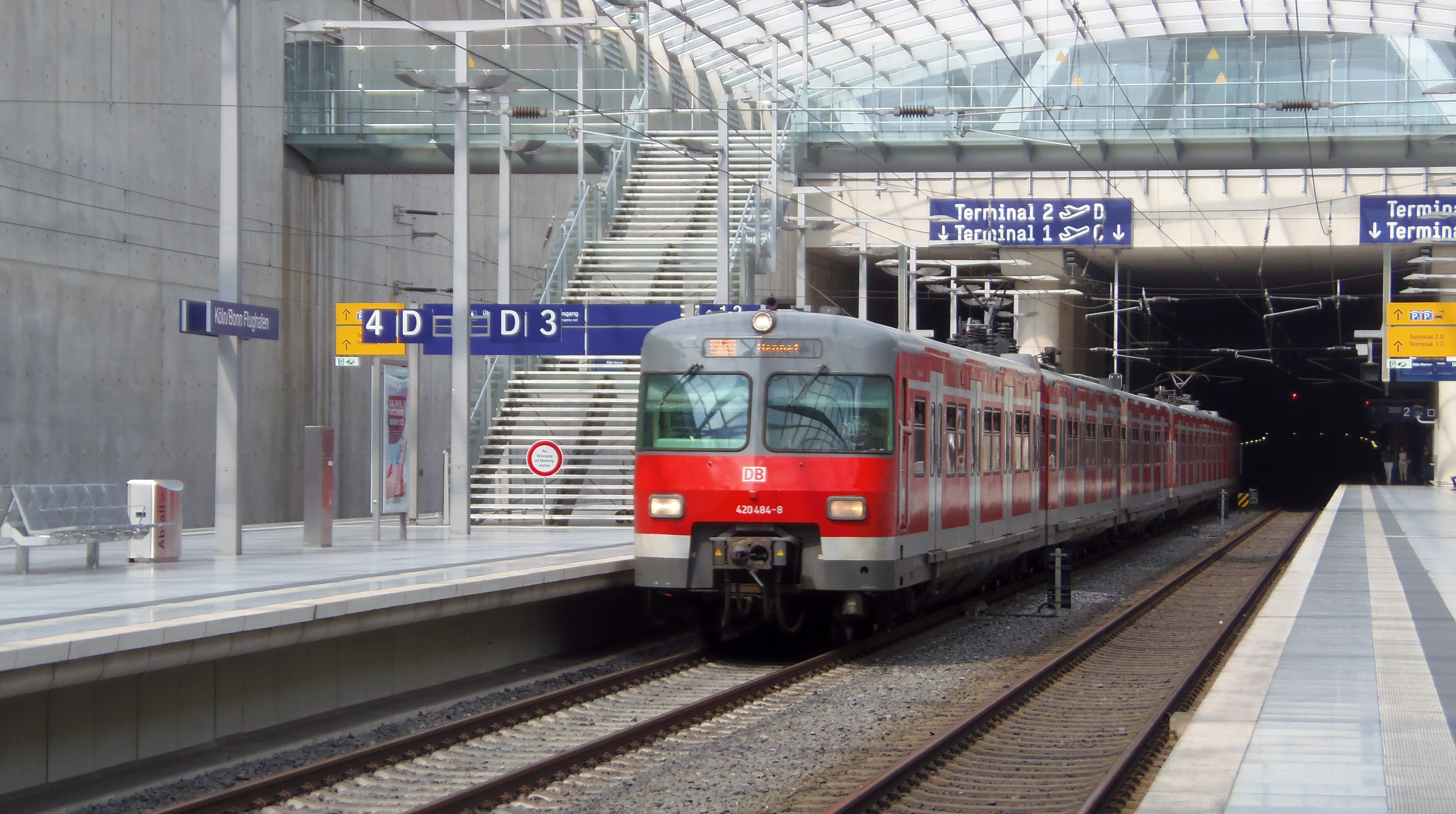
Zug der Baureihe 420 der S-Bahn Köln im Flughafenbahnhof

2007 wurde die Zahl der täglichen ICE-Züge aufgrund geringer Nachfrage von acht auf sechs Zugpaare reduziert. 2016 fahren werktäglich 17 Zugpaare.

### S-Bahn-Anbindung
Weil der Bau der Flughafenschleife zum Großteil von den Ausgleichsmitteln des Berlin/Bonn-Gesetzes finanziert wurde, sollte folglich vor allem die Region Bonn/Rhein-Sieg davon profitieren. Bis jetzt haben aber nur Köln und – aus dem Rhein-Sieg-Kreis Troisdorf – mit der S 13 eine uneingeschränkte S-Bahn-Anbindung an den Flughafen. Einzelne Züge der S 13 werden seit Mitte Dezember 2013 in der morgendlichen Hauptverkehrszeit und seit Mitte Dezember 2014 auch in der nachmittäglichen Hauptverkehrszeit (als Linie S 19) über Siegburg nach Hennef weitergeführt. Seit Mitte Dezember 2015 verkehrt die S 19 montags bis freitags stündlich.
Auf der rechten Rheinstrecke (Köln–Troisdorf–Bonn-Beuel) besteht lediglich ein 60-Minuten-Takt zum Flughafenbahnhof mit der Rhein-Erft-Bahn (RB 27). Häufigere Verbindungen sind hier nicht möglich, da die Strecke vom Güterverkehr stark frequentiert wird. Der Abschnitt von Troisdorf bis Bonn-Oberkassel wird mit einem oder stellenweise zwei neuen Gleisen ausgebaut, um die bisher von Düren über Köln Hbf und den Flughafen nach Troisdorf verkehrende S 13 nach Oberkassel zu verlängern. Nach Einigung über die Finanzierung war der Baubeginn für 2017 geplant, eine Zwischeninbetriebnahme (bis Bonn-Beuel) im Jahr 2027 und eine vollständige Inbetriebnahme bis 2029 waren demnach möglich. Die Bauarbeiten begannen bereits am 29. November 2016.

## Verkehrsangebot

### Fernverkehr
Im Schienenpersonenfernverkehr halten einzelne Züge von ICE-Linien am Flughafen Köln/Bonn (Fahrplanjahr 2025):
| Linie  | Linienverlauf | Takt          |
| ------ | --- | ------------- |
| ICE 41 | (Dortmund –) Essen – Duisburg – Düsseldorf – Köln Messe/Deutz – Köln/Bonn Flughafen – Frankfurt (Main) Flughafen – Frankfurt (Main) Hbf – Würzburg – Nürnberg – München | einzelne Züge |
| ICE 45 | Köln – Köln/Bonn Flughafen – Montabaur – Limburg Süd – Wiesbaden – Mainz – Mannheim – Heidelberg – Stuttgart                                                            | einzelne Züge |
| ICE 49 | Köln – Köln/Bonn Flughafen – Siegburg/Bonn – Montabaur – Limburg Süd – Frankfurt (Main) Flughafen – Frankfurt (Main) Hbf                                                | einzelne Züge |

### Regionalverkehr
Folgende Linien des Schienenpersonennahverkehrs halten am Flughafen Köln/Bonn (Fahrplanjahr 2025):
| Linie      | Linienverlauf | Takt                                         |
| ---------- | --- | -------------------------------------------- |
| RE 6 (RRX) | Rhein-Weser-Express: Köln/Bonn Flughafen – Köln Hbf – Dormagen – Neuss Hbf – Düsseldorf-Bilk – Düsseldorf Hbf – Düsseldorf Flughafen – Duisburg Hbf – Mülheim (Ruhr) Hbf – Essen Hbf – Wattenscheid – Bochum Hbf – Dortmund Hbf – Kamen – Hamm (Westf) Hbf – Heessen – Ahlen (Westf) – Beckum-Neubeckum – Oelde – Rheda-Wiedenbrück – Gütersloh Hbf – Bielefeld Hbf – Herford – Löhne (Westf) – Bad Oeynhausen – Porta Westfalica – Minden (Westf) Stand: Fahrplanwechsel Dezember 2023 | 60 min                                       |
| RB 27      | Rhein-Erft-Bahn: Mönchengladbach Hbf – Rheydt Hbf – Rheydt-Odenkirchen – Hochneukirch – Jüchen – Grevenbroich – Rommerskirchen – Stommeln – Pulheim – Köln-Ehrenfeld – Köln Hbf – Köln Messe/Deutz – Köln/Bonn Flughafen – Troisdorf – Friedrich-Wilhelms-Hütte – Menden (Rheinl) – Bonn-Beuel – Bonn-Oberkassel – Niederdollendorf – Königswinter – Rhöndorf – Bad Honnef (Rhein) – Unkel – Erpel (Rhein) – Linz (Rhein) – Leubsdorf (Rhein) – Bad Hönningen – Rheinbrohl – Leutesdorf (Rhein) – Neuwied – Engers – Vallendar – Koblenz-Ehrenbreitstein – Koblenz Hbf Stand: Fahrplanwechsel Dezember 2023 | 60 min                                       |
| S 19       | Düren – Merzenich – Buir – Sindorf – Horrem – Frechen-Königsdorf – Köln-Weiden West – Köln-Lövenich – Köln-Müngersdorf Technologiepark – Köln-Ehrenfeld – Köln Hansaring – Köln Hbf – Köln Messe/Deutz – Köln Trimbornstraße – Köln Frankfurter Straße – Köln/Bonn Flughafen – Porz-Wahn – Spich – Troisdorf – Siegburg/Bonn – Hennef (Sieg) – Hennef Im Siegbogen – (Blankenberg (Sieg) /) Merten (Sieg) – Eitorf – Herchen – Dattenfeld (Sieg) – Schladern (Sieg) – Rosbach (Sieg) – Au (Sieg) Stand: Fahrplanwechsel Dezember 2023                                                                       | 20/40 min (Horrem–Hennef) 60 min (Hennef–Au) |

Nachts wird der Bahnhof außerdem von der MittelrheinBahn RB 26 bedient, die linksrheinisch über Köln, Bonn und Koblenz nach Mainz verkehrt.
Der Airport Businesspark im Stadtteil Köln-Gremberghoven ist trotz des ähnlichen Namens weit entfernt des Flughafens gelegen und nicht per Direktverbindung erreichbar.

### Busverkehr
In unmittelbarer Nähe des Bahnhofs und Terminals 2 verkehren außerdem folgende Buslinien:
| Linie | Fahrstrecke |
| ----- | --- |
| SB60  | Zuschlagpflichtiger Schnellbus: Bonn Hbf – Innenministerium – Flughafen Köln/Bonn |
| 161   | Porz Markt – Bahnhof Porz – Urbach – Grengel – Flughafen Köln/Bonn |
| 423   | Bensberg – Forsbach Holzmarkt – Hoffnungsthal Vierkotten – Rösrath Bf – Rösrath Sülztalplatz – Stümpen – Köln-Königsforst – Flughafen Köln/Bonn Teilweise als Linie 400 nach/von Bergisch Gladbach durchgebunden, nötiger Umstieg in Bensberg entfällt dann. Zwischen der Haltestelle Stümpen und dem Bahnhof Rösrath-Stümpen befindet sich ein ca. 250 Meter langer Fußweg |

Die Linie 423 besitzt zusätzlich zu der Haltestelle in unmittelbarer Nähe zum Bahnhof und Terminal 2 auch noch eine Haltestelle am Terminal 1.